# Kedrovye sosny

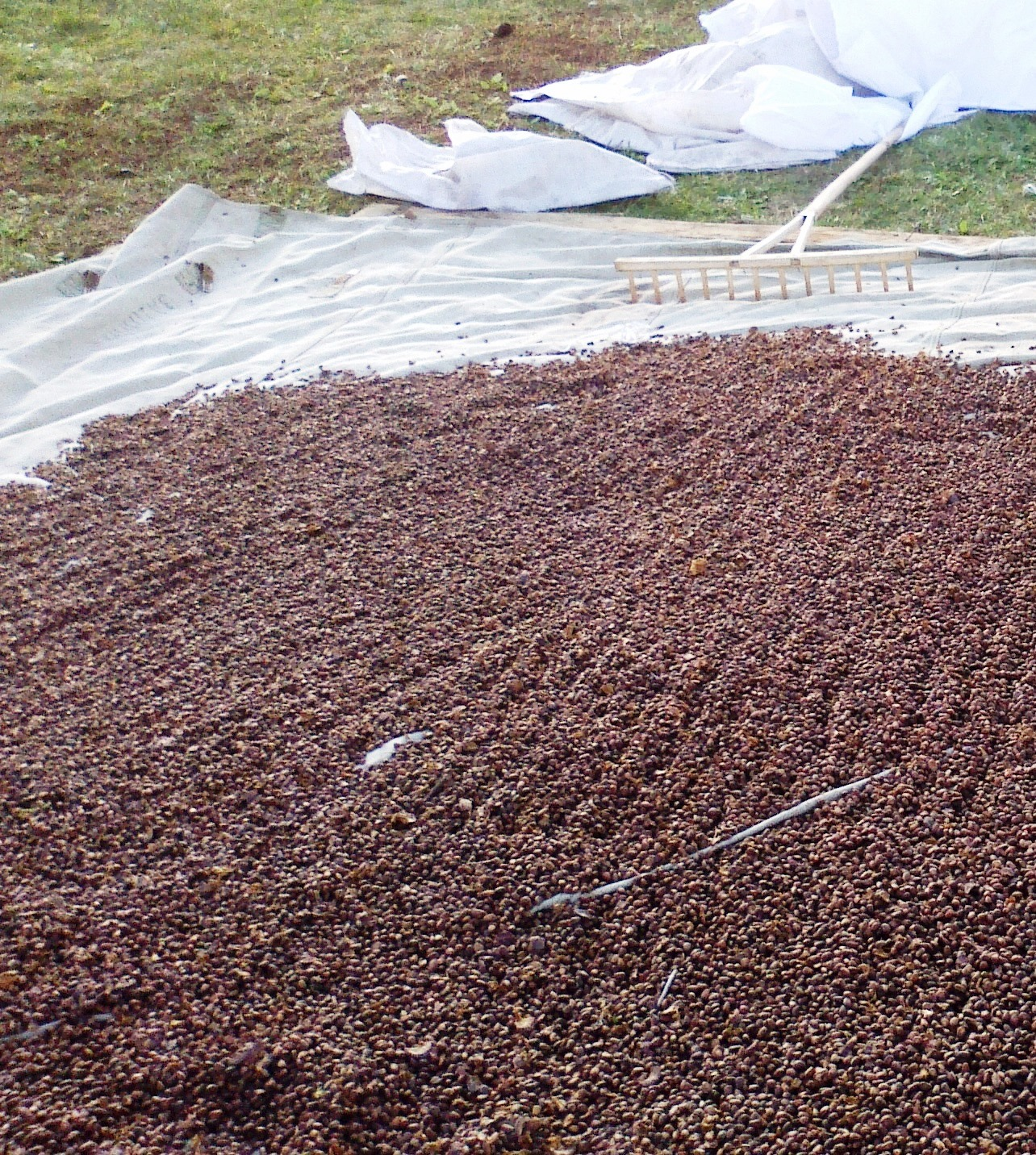
Séchage de pignons de pin en Russie

Kedrovye sosny (en russe : Кедровые сосны ) que l'on peut traduire par pin-cèdre - est en russe une expression désignant plusieurs espèces de plantes du genre Pinus, dont les graines (pignons de pin, par ailleurs appelés « Кедровый орех » que l'on peut traduire « noix de cèdre ») sont consommées. Dans la langue russe, le nom de «cèdre, кедры»  est resté, bien que ces arbres ne soient que de loin apparentés aux vrais cèdres. De plus, les pignons de pins ne sont pas des noix au sens strictement scientifique.
Les pins de cèdre comprennent les espèces suivantes qui poussent en Eurasie  :
- Pinus pumila, le Pin nain de Sibérie;
- Pinus cembra,
- Pinus koraiensis,
- Pinus sibirica, le Pin de Sibérie.

Il convient également de noter que les graines de tous les types de pins sont comestibles, mais la plupart d'entre elles sont trop petites pour être récoltées.

## Ailleurs qu'en Sibérie
En plus de ces espèces, Pinus albicaulis, nord-américain appartient à l'ancienne sous-section Cembroides, dont la particularité est que les cônes ne s'ouvrent pas et tombent entièrement., mais il n'est généralement pas classé comme cèdre.
Dans le même temps, les graines de nombreuses espèces de pins sont consommées dans différentes régions du monde, y compris Pinus pinea - Pin pignon dans le sud de l'Europe (graines utilisées dans la sauce pesto), Pinus gerardiana - en Asie du Sud, Pinus edulis -  pin du Colorado et Pinus cembroides - pin mexicain en Amérique du Nord.